# La invención de Cronos
Cronos, también conocida como La invención de Cronos o Cronos, la invención del tiempo, es una película mexicana de terror-fantasía de 1992 escrita y dirigida por Guillermo del Toro. Es la ópera prima del reconocido y prolífico director, y la primera en la que trabaja junto a dos de sus actores preferidos y frecuentes colaboradores: el argentino Federico Luppi y el estadounidense Ron Perlman.
La historia es una particular adaptación y análisis del mito del vampiro, aunque nunca se menciona esta palabra en todo la película (ni se hace mención a los principales elementos asociados al vampirismo), lo cual es deliberado.

## Sinopsis
En 1536, en Veracruz, un alquimista español  construye un extraordinario mecanismo encapsulado en un pequeño artefacto dorado en forma de escarabajo. El artefacto, diseñado para brindar vida eterna a su poseedor, sobrevive hasta 1996, cuando es descubierto por un anticuario llamado Jesús Gris. Mientras éste revisa el artefacto, de repente el mismo libera unas pequeñas "piernas de araña" que le agarran fuertemente mientras una aguja le inyecta una solución no identificada en su piel, la cual es producida por un extraño insecto. El anticuario descubre que el artefacto extrae su sangre, pero a cambio de esto su salud y vigor regresan en abundancia, como en su juventud. Al mismo tiempo Gris desarrolla una sed de sangre. Esto al principio le repugna, pero finalmente sucumbe a la tentación de probarla.
Un empresario rico y agonizante, Dieter De la Guardia, sabe de la existencia del dispositivo y ha dedicado su vida a acumular información sobre el mismo. Cuando descubre que el artefacto se encontraba oculto en una estatua que le había llegado a Gris, Dieter envía a su sobrino proveniente de Estados Unidos, Ángel, a buscarlo. La idea de vida eterna para Dieter aflige a Ángel, ya que este odia a su tío y espera su muerte para poder apoderarse de la herencia. Al mismo tiempo, Gris no está dispuesto a entregar el artefacto, ya que ha desarrollado una necesidad de usarlo, y además detecta que un hombre como De la Guardia lo utilizaría para el mal. Al poco tiempo Gris pone en peligro a su joven nieta Aurora, quien lo ayuda en su lucha para mantener consigo la invención de Cronos a toda costa.

## Reparto
- Federico Luppi ... Jesús Gris
- Ron Perlman ... Ángel/Ángel de la Guardia
- Claudio Brook ... Dieter de la Guardia
- Margarita Isabel ... Mercedes
- Tamara Shanath ... Aurora
- Daniel Giménez Cacho ... Tito
- Mario Iván Martínez ... Alquimista
- Farnesio de Bernal ... Manuelito
- Juan Carlos Colombo ... Director del funeral
- Jorge Martínez de Hoyos ... Narrador
- Luis Rodríguez ... Comprador
- Javier Álvarez ... Hombre que sangra en el baño
- Gerardo Moscoso ... Borracho
- Eugenio Lobo ... Hombre que fuma marihuana
- Adriana Olivera ... Estudiante de Tango
- Clementina Rojas ... Estudiante de Tango
- Tzinia Salgado ... Estudiante de Tango
- Luis de Icaza ... Estudiante de Tango
- Jorge Bolada ... Estudiante de Tango
- Ignacio Raíz Oviedo ... Estudiante de Tango
- Napo ... Mimo (as Francisco Sánchez)
- Laurencio Cordero ... Vigilante
- Guillermo del Toro ... Hombre caminando con su perro (sin acreditar)

## Producción
Los productores asociados que invirtieron en la realización de este proyecto fueron la Universidad de Guadalajara, Jorge Sánchez, Rafael Cruz, Antonio Hernández, Arturo Whaley y Julio Solórzano Foppa. Los coproductores fueron Alejandro Springall y Bernard L. Nussbaumer.

## Premios y reconocimientos
Ganadora de los premios Ariel a:
- La mejor película
- El mejor director (Guillermo del Toro)
- El mejor actor de cuadro (Daniel Giménez Cacho)
- El mejor guion (Guillermo del Toro)
- La mejor escenografía (Tolita Figueroa)
- La mejor ambientación (Brigitte Broch)
- Los mejores efectos especiales (Laurencio Cordero)
- La mejor ópera prima (Guillermo del Toro)

El filme ocupa el lugar 77 dentro de la lista de las 100 mejores películas del cine mexicano, según la opinión de 25 críticos y especialistas del cine en México, publicada por la revista Somos en julio de 1994.

## Interpretación
Según Justo Planas, 
la película muestra cierta ductilidad al asociarla con géneros, personajes tipos, contextos o discursos: entre otros, los vampiros, los insectos, los monstruos, los cyborgs, e incluso la necrofilia y el incesto.
Más adelante, Planas asegura que
En Cronos puede observarse el proceso de digestión de lo sobrenatural por la modernidad, y la manera en que este contraataca. La primera gran ironía del filme es que un sujeto llamado Jesús Gris venda, entre otras piezas, figuras cristianas. Los ángeles del “Gran Bazar de Antigüedades” del protagonista han perdido su valor religioso para adquirir un valor comercial. Que el “invento” de la eternidad se encuentre dentro de uno de ellos es un angustioso déjà vu de la búsqueda de la vida eterna de los creyentes católicos al rezar frente al ícono. La Navidad convertida en un festejo seglar contrasta con la recreación del calvario, la muerte y la resurrección de Jesús Cristo en el cuerpo de este Jesús Gris.